# Ліхапол Валентин Андрійович
Валентин Андрійович Ліхапол (нар. 23 січня 1938, Івашківка, Городнянський р-н, Чернігівська область, СРСР) — білоруський архітектор .

## Біографія
Закінчив Київський художній інститут у 1967 р. (викладач І. Г. Шамсядзінов). З 1967 року працював у Чернігівській філії інституту «Діпроцивілпромбуд»; з 1971 р. архітектор, потім головний архітектор проектів у Гомельському відділі «Білкооппроекту»; з 1990 р. головний архітектор проектів, керівник групи архітекторів проектного інституту «Гомельцивілпроект».
Член Спілки архітекторів СРСР з 1980 року. Проживав у Гомелі.

## Творчість
Основні роботи: пам'ятник загиблим воїнам-односельчанам у с. Івашківка Чернігівської області (1975), виробничі будівлі ПМК, СПМК та проектного відділу «Білкооппроект» у Гомелі (1981), торговий центр у Криничному Мозирського району (1985); пам'ятник загиблим воїнам-інтернаціоналістам (1997 — 1998 рр., будівництво в 1998 — 2002 рр.); церква Іверської ікони Божої Матері (1997–1999, будівництво в 1999–2003); храм на честь святих Кирила і Лаврентія в Турові (2008, співавтори М. В. Ліхапол, А. В. Ліхапол); церква на честь ікони Божої Матері «Скоропослушниця» в Гомелі (2008, співавтори М. B. Ліхапол, А. B. Ліхапол).

## Нагороди
За досягнення у розвитку народного господарства СРСР (Торговий центр у Криничному Мозирського району) нагороджений срібною медаллю Виставки досягнень економіки СРСР.
Дипломом Міністерства архітектури та будівництва Білорусі на V Національному фестивалі архітектури у 2003 році за пам'ятник полеглим воїнам-інтернаціоналістам.